# Miguel Primo de Rivera

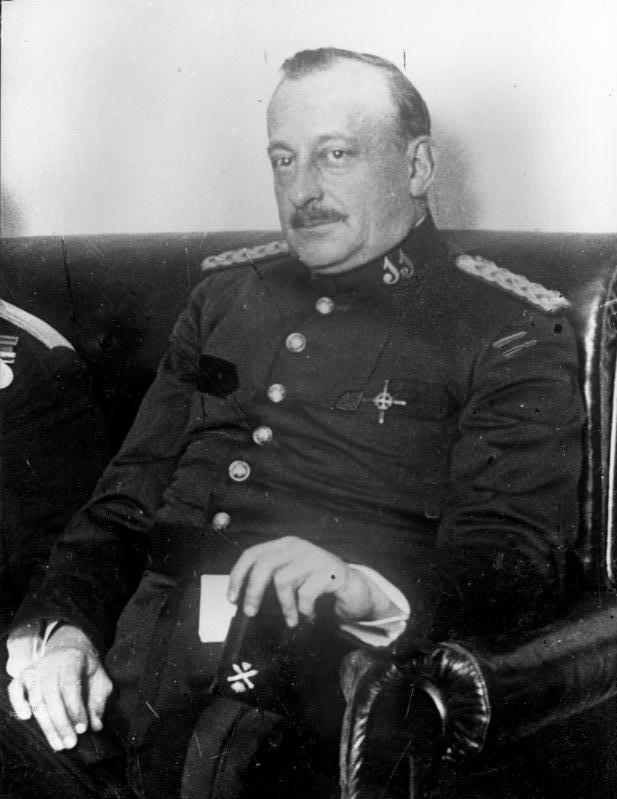
Miguel Primo de Rivera

Miguel Primo de Rivera (n. 8 ianuarie 1870, Jerez de la Frontera, Spania – d. 16 martie 1930, Paris, Franța) a fost un ofițer și om politic spaniol, care a guvernat Spania ca dictator din 15 septembrie 1923 până pe 30 ianuarie 1930.
S-a născut într-o familie de militari în Andaluzia. A participat la războaiele coloniale din Maroc, Cuba și Filipine. A îndeplinit diverse funcții importante după primul război mondial, printre care căpitan general în Valencia, Madrid și Barcelona. A devenit marchiz după moartea unchiului său în 1921. În septembrie 1923, a ajuns la putere printr-o lovitură de stat. Regele spaniol Alfonso al XIII-lea l-a nominalizat drept prim ministru. 
Primo de Rivera a suspendat constituția și a instituit legea marțială, prin care a impus o dură cenzură. A fondat Uniunea Patriotică Spaniolă, creând un sistem de guvernare cu partid unic. 
A contribuit la dezvoltarea culturală prin investiții în domeniilor operelor publice, însă aceasta a fost și cauza unei  inflații, astfel la sfârșit a pierdut încrederea poporului. S-a retras în ianuarie 1930. După mai puțin de un an a fost instituită republica. 
După câteva luni de la sfârșitul dictaturii sale, de Rivera a murit la Paris. Cauza morții nu a fost stabilită exact, însă se consideră că ar fi din cauza diabetului.
1. 1 2  Miguel Primo de Rivera y Orbaneja, Gran Enciclopèdia Catalana
2. ↑  Miguel Primo de Rivera, Encyclopædia Britannica Online, accesat în 9 octombrie 2017
3. 1 2  Autoritatea BnF, accesat în 10 octombrie 2015
4. 1 2  Miguel Primo de Rivera, Roglo
5. ↑  Miguel. Marqués de Estella (II) y de Sobremonte (VII) Primo de Rivera y Orbaneja, Diccionario biográfico español, accesat în 9 octombrie 2017
6. ↑   https://www.diariodejerez.es/jerez/miguel-primo-de-rivera_0_1492351004.html Lipsește sau este vid: |title= (ajutor)
7. ↑  „Miguel Primo de Rivera”, Gemeinsame Normdatei, accesat în 11 decembrie 2014
8. ↑  Miguel Primo De Rivera, GeneaStar
9. ↑  Miguel Primo de Rivera y Orbaneja, Brockhaus Enzyklopädie
10. ↑  Autoritatea BnF, accesat în 4 aprilie 2018
11. ↑  „Miguel Primo de Rivera”, Gemeinsame Normdatei, accesat în 31 decembrie 2014
12. ↑  Примо де Ривера Мигель, Marea Enciclopedie Sovietică (1969–1978)[*]
13. 1 2  , p. 19 http://hemeroteca.abc.es/nav/Navigate.exe/hemeroteca/madrid/abc/1956/11/01/019.html, accesat în 10 aprilie 2017 Lipsește sau este vid: |title= (ajutor)
14. ↑   https://www.lavozdelsur.es/ediciones/jerez/ayer-jerez-en-lapidas-sepulturas-ruta-tumbas-dictador-reina-envenenada_285170_102.html Lipsește sau este vid: |title= (ajutor)
15. ↑  Fascism in Spain, 1923–1977[*], p. 70 Verificați valoarea |titlelink= (ajutor)
16. ↑  Shlomo Ben Ami[*] (1979), The Forerunners of Spanish Fascism: Unión Patriótica and Unión Monárquica (în engleză), European studies review[*], p. 53
17. ↑  Nobiliario riojano[*], p. 147 Verificați valoarea |titlelink= (ajutor)
18. ↑  Czech National Authority Database, accesat în 1 martie 2022